# Bass Rush: ECOGEAR PowerWorm Championship
Bass Rush: ECOGEAR PowerWorm Championship (バスラッシュ～ECOGEAR PowerWorm Championship～) é um jogo eletrônico desenvolvido e publicado pela Visco Corporation para Nintendo 64, exclusivamente no Japão, em abril de 2000. Uma versão incluindo melhorias gráficas e um modo multijogador online, intitulada Bass Rush Dream: ECOGEAR PowerWorm Championship, foi lançada em 21 de dezembro do mesmo ano para Dreamcast.

## Jogabilidade
Bass Rush: ECOGEAR PowerWorm Championship é um jogo de pesca incluindo mais de dez tipos de peixe, 124 tipos de iscas duras e macias e recriações de seis lagos reais: lago Kawaguchi, lago Biwa, lago Kasumigaura, lago Kitaura, lago Nojiri e barragem de Kitahara. Torneios virtuais foram realizados pela internet com classificações mensais para permitir que os jogadores competissem em tempo real e acumulassem pontos por pescar peixes em minijogos. O jogo utiliza o cartão de memória VMU e o controle de pesca para Dreamcast, e apresenta dois personagens jogáveis: um homem e uma mulher.

## Recepção
Eric Bratcher analisou a versão do jogo para Dreamcast para a Next Generation, classificando-a com uma estrela de cinco, e declarou que "adoramos jogos de pesca, mas não conseguimos pensar em um único motivo para comprar este". Ele também chamou o jogo de "entediante" e criticou a animação e os cenários.
No Japão, Bass Rush Dream recebeu uma nota de 26/40 da Famitsu.